# 성수연
성수연(2005년 6월 10일~)은 대한민국의 농구 선수로 포지션은 가드이다. 현재 한국여자프로농구(WKBL)의 청주 KB 스타즈 소속으로 활동하고 있다.

## 경력
2023년 9월에 열린 2023-2024 WKBL 신입선수 선발회에서 2라운드 6순위(전체 12순위)로 청주 KB 스타즈에 지명되었다.